# Liste des épisodes d'Au-delà du réel : L'aventure continue
Cet article présente la liste des épisodes de la série télévisée américaine Au-delà du réel : L'aventure continue.

## Première saison (1995)
1. Au royaume des sables - 1re partie (Sandkings - Part 1)
2. Au royaume des sables - 2e partie (Sandkings - Part 2)
3. Valérie 23 (Valerie 23)
4. Frères de sang (Blood Brothers)
5. Dos au monde (The Second Soul)
6. Rendez-vous avec la mort (White Light Fever)
7. Évolution (The Choice)
8. Avenir virtuel (Virtual Future)
9. Les yeux de la peur (Living Hell)
10. Au coin de l'œil (Corner of the Eye)
11. Sous le lit (Under the Bed)
12. Le piège éternel (Dark Matters)
13. Une deuxième chance (The Conversion)
14. Sans pitié (Quality of Mercy)
15. La nouvelle génération (The New Breed)
16. Le voyage de retour (The Voyage Home)
17. Le démon de l'amour (Caught in the Act)
18. Le message (The Message)
19. Je pense, donc… (I Robot)
20. Si les murs pouvaient parler (If These Walls Could Talk)
21. Un sénateur venu d'ailleurs (Birthright)
22. La voix de la raison (The Voice of Reason)

## Deuxième saison (1996)
1. Un saut dans le temps (A Stitch in Time)
2. Résurrection (Resurrection)
3. Sélection pas très naturelle (Unnatural Selection)
4. L'homme aux yeux violets (I Hear You Calling)
5. Virtuellement vôtre (Mind over Matter)
6. Au-delà du voile (Beyond the Veil)
7. Anniversaire de mariage (First Anniversary)
8. Ordre et obéissance (Straight and Narrow)
9. Épreuve par le feu (Trial by Fire)
10. L'appel d'ailleurs (Worlds Apart)
11. Le refuge (The Refuge)
12. Clair de lune (Inconstant Moon)
13. Le parasite (From Within)
14. L'assaut (The Heist)
15. Une nouvelle vie (Afterlife)
16. Les déprogrammeurs (The Deprogrammers)
17. Une lueur dans la nuit (Paradise)
18. La brigade légère (The Light Brigade)
19. Une star déchue (Falling Star)
20. Une âme en peine (Out of Body)
21. Disparitions (Vanishing Act)
22. La sentence (The Sentence)

## Troisième saison (1997)
1. Amour virtuel (Bits of Love)
2. L'homme qui avait plusieurs têtes (Second Thoughts)
3. Régénération (Regeneration)
4. Le dernier repas (Last Supper)
5. Sursaut de conscience (Stream of Consciousness)
6. La pluie noire (Dark Rain)
7. Le camp (The Camp)
8. L'éclaireur (Hearts Desire)
9. Mystères à bord du Tempête (Tempests)
10. L'éveil (The Awakening)
11. Sursis post mortem (The New Lease)
12. Le message galactique (Double Helix)
13. Le bouton du mort (Dead Man's Switch)
14. La musique des sphères célestes (Music of the Spheres)
15. Les révélations de Becka Paulson (Revelations of Becca Paulson)
16. Tueur virtuel (Bodies of Evidence)
17. Des hommes de pierre (Feasability Study)
18. Toute la vérité (A Special Edition)

## Quatrième saison (1998)
1. Nature criminelle (Criminal Nature)
2. Chasse tragique (The Hunt)
3. Lavage de cerveau (Hearts and Minds)
4. Dans une autre vie (In Another Life)
5. Hors-jeu (In the Zone)
6. La théorie de la relativité (Relativity Theory)
7. Josh (Josh)
8. Le passage (Rite of Passage)
9. Le refus des autres (Glyphic)
10. Crise d'identité (Identity Crisis)
11. Le vaccin (The Vaccine)
12. La peur elle-même (Fear Itself)
13. Le raid des Vénusiens (The Joining)
14. Vrai ou faux ? (To Tell the Truth)
15. Mary 25 (Mary 25)
16. Alerte aux neutrons (Final Exam)
17. Lithia (Lithia)
18. Le monstre (Monster)
19. Sarcophage (Sarcophagus)
20. Leur dernier cauchemar (Nightmare)
21. La terre promise (Promised Land)
22. L'équilibre de la nature (Balance of Nature)
23. L'origine de l'espèce (Origin of Species)
24. Malentendu tragique (Phobos Rising)
25. La boîte noire (Black Box)
26. À notre image (In Our Own Image)

## Cinquième saison (1999)
1. Radio extraterrestre (Alien Radio)
2. Le donneur (Donor)
3. Éclairs de génie (Small Friends)
4. Les Grells (The Grell)
5. L'autre côté (The Other Side)
6. Bon voyage (Joy Ride)
7. Le facteur humain (Human Operators)
8. Perte de mémoire (Blank Slate)
9. La voleuse de pensées (What Will the Neighbors Think ?)
10. Le suaire (The Shroud)
11. L'éventreur (Ripper)
12. Le tribunal (Tribunal)
13. Le sommet (Summit)
14. Descente aux enfers (Descent)
15. Chacun chez soi (The Haven)
16. Déjà-vu (Deja Vu)
17. Les héritiers (The Inheritors)
18. L'essence de la vie (Essence of Life)
19. Mal-aimé (Stranded)
20. Pères et fils (Fathers and Sons)
21. Tristes retrouvailles (Star Crossed)
22. À chacun son tour (Better Luck Next Time)

## Sixième saison (2000)
1. Le jugement dernier (Judgement Day)
2. L'arme (The Gun)
3. Imposture fatale (Skin Deep)
4. Les Conquistadors (Manifest Destiny)
5. Point de rupture (Breaking Point)
6. L'amour est aveugle (Beholder)
7. Les graines de la destruction (Seeds of Destruction)
8. Simon (Simon Says)
9. La stase (Stasis)
10. Les pieds sur terre (Down to Earth)
11. Celle qui n'était pas née (Inner Child)
12. Vive la liberté (Glitch)
13. Dépressurisation (Decompression)
14. Abandon (Abaddon)
15. Le réseau (The Grid)
16. Le maître des illusions (Revival)
17. Gettysburg (Gettysburg)
18. Un certain Harry (Something About Harry)
19. Zig zag (Zig Zag)
20. Insectes polaires (Nest)
21. L'ultime appel (Final Appeal - Part 1)
22. L'ultime appel (Final Appeal - Part 2)

## Septième saison (2001-2002)
1. Vive la famille (Family Values)
2. Le malade Zéro (Patient Zero)
3. Une nouvelle vie (A New Life)
4. Les mères porteuses (The Surrogate)
5. La navette (The Vessel)
6. Mona Lisa (Mona Lisa)
7. La réplique (Replica)
8. Attention aux dinosaures (Think Like a Dinosaur)
9. La boutique des petites horreurs (Alien Shop)
10. D'un monde à l'autre (Worlds Within)
11. Dans le sang (In the Blood)
12. La femme fleur  (Flower Child)
13. Esprit libre (Free Spirit)
14. Voyage dans les esprits (Mindreacher)
15. De temps en temps (Time to Time)
16. L'élimination (Abduction)
17. Le règne de la loi (rule of law)
18. La tanière des lions (Lion's Den)
19. Le point de bascule (The Tipping Point)
20. L'enfant des ténèbres (Dark Child)
21. Faiblesses humaines (The Human Factor)
22. Les cobayes humains (Human Trials)